# 馬蒂厄方程
馬蒂厄方程式是一種有週期係數的線性二階微分方程。 這位法國數學家埃米爾·倫納德馬蒂厄於1868年在他的"橢圓模振動紀錄"中第一次提到這種微分方程式，也就是現在所說的馬蒂厄方程式。"馬蒂厄方程式可以適應很廣大變動的物理現象，像是繞射、振幅失真、倒立擺、漂浮物體的穩定性、射頻四極和振動"

## 橢圓柱小波
橢圓柱小波是一種廣泛的小波系統。其特點在於可使用多解析度分析。細節濾波器和平滑濾波器的振幅對應到奇數特徵指數的第一種馬蒂厄函數，透過選擇特徵指數可以很容易的設計這些濾波器的凹陷處數目。透過此方法得到的橢圓柱小波會因為它的對稱性有可能應用在光學和電磁學的領域中。

## 馬蒂厄微分方程式
馬蒂厄方程式跟橢圓柱的波方程式很有關聯。在1868年，這位法國數學家埃米爾·倫納德馬蒂厄提到這種微分方程式，也就是現在所說的馬蒂厄方程式。
給定一個{\displaystyle a\in \mathbb {R} ,q\in \mathbb {C} }，馬蒂厄方程式可寫成
{\displaystyle {\frac {d^{2}y}{dw^{2}}}+(a-2q\cos 2w)y=0.}
馬蒂厄方程式是一個有週期性系數的二階線性微分方程式。當q = 0，就成為有名的諧振子，a是頻率的平方。
馬蒂厄方程式的解是橢圓柱諧波，也就是馬蒂厄函數。它們被用在巨觀下有橢圓幾何的波導問題很長一段時間，其中包含：
1. 階躍折射率橢圓芯光導纖維的弱波導分析
2. 橢圓波導管的電力傳輸
3. 橢圓喇叭天線的輻射波評估
4. 任意離心率{\displaystyle \nu }的橢圓環微帶天線
5. 塗層帶的散射

## 馬蒂厄函數：餘弦橢圓函數和正弦橢圓函數
一般來說，馬蒂厄方程式的解沒有週期性。然而，在給定一個q的情況下，對a的無限多個特徵值而言週期性的解確實存在，在一些有物理意義的解中y必須為週期性且週期為{\displaystyle \pi } 或 {\displaystyle 2\pi }。這使得我們很方便就能區分偶數或奇數週期解，也就是第一種馬蒂厄函數。
四種簡單的分類為：對稱性(偶函數或奇函數)、週期性({\displaystyle \pi } 或 {\displaystyle 2\pi })的解。
當{\displaystyle q\neq 0}，唯一的週期性解y對應到任何特徵值{\displaystyle a=a_{r}(q)} 或 {\displaystyle a=b_{r}(q)}可寫成：
ce 和 se分別為餘弦橢圓函數和正弦橢圓函數的縮寫。

- 奇數週期的解:

{\displaystyle ce_{r}(\omega ,q)=\sum _{m}A_{r,m}\cos {m\omega }{\text{ for }}a=a_{r}(q)}
- 偶數週期的解:

{\displaystyle se_{r}(\omega ,q)=\sum _{m}A_{r,m}\sin {m\omega }{\text{ for }}a=b_{r}(q)}

若y的週期是{\displaystyle \pi }，m就要為偶數。若y的週期是{\displaystyle 2\pi }，m就要為奇數。
給定一個r的情況下，可以把{\displaystyle A_{r,m}} 縮寫成 {\displaystyle A_{m}}。
當{\displaystyle q\to 0}, {\displaystyle r\neq 0}，就能發現下列關係：
{\displaystyle \lim _{q\to 0}ce_{r}(\omega ,q)=\cos {r\omega }}
{\displaystyle \lim _{q\to 0}se_{r}(\omega ,q)=\sin {r\omega }}
圖1顯示兩個餘弦橢圓函數的波型，其形狀會被參數{\displaystyle \nu } 和 q影響。

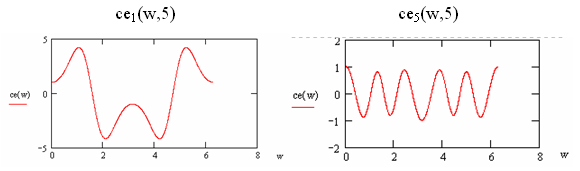
圖1. 兩章波形圖，週期為 的第一種偶數馬蒂厄函數，餘弦橢圓函數的形狀事由下列參數設定： a) =and q = 5 ; b) =and q = 5.

## 多解析度分析濾波器和馬蒂厄方程式
母小波和縮放函數分別被寫成 {\displaystyle \psi (t)} 和 {\displaystyle \phi (t)}， 其對應的頻譜分別為 {\displaystyle \Psi (\omega )}  和  {\displaystyle \Phi (\omega )}。
縮放函數{\displaystyle \phi (t)={\sqrt {2}}\sum _{n\in Z}h_{n}\phi (2t-n)} 是決定多解析度分析的重要條件。
{\displaystyle H(\omega )={\frac {1}{\sqrt {2}}}\sum _{k\in Z}h_{k}e^{j\omega k}} 是平滑濾波器的轉換方程式。
{\displaystyle G(\omega )={\frac {1}{\sqrt {2}}}\sum _{k\in Z}g_{k}e^{j\omega k}} 是細節濾波器的轉換方程式。
馬蒂厄小波-細節濾波器的轉換方程式：
{\displaystyle G_{\nu }(\omega )=e^{j(\nu -2)[{\frac {\omega -\pi }{2}}]}.{\frac {ce_{\nu }({\frac {\omega -\pi }{2}},q)}{ce_{\nu }(0,q)}}.}
馬蒂厄小波-平滑濾波器的轉換方程式：
{\displaystyle H_{\nu }(\omega )=-e^{j\nu [{\frac {\omega }{2}}]}.{\frac {ce_{\nu }({\frac {\omega }{2}},q)}{ce_{\nu }(0,q)}}.}
為了確保有適當的初始條件，須要選定特徵指數{\displaystyle \nu }，像是小波濾波器的需求條件{\displaystyle G_{\nu }(0)=0} 和 {\displaystyle G_{\nu }(\pi )=1}，因此{\displaystyle \nu }就必須為奇數。
轉換方程式的振幅剛好對應正弦橢圓函數的模。
圖2是馬蒂厄多解析度分析濾波器的轉換方程式，a的值被調整為該情況的特徵值，導出一個週期性的解，這些解顯示在{\displaystyle 0\leq |\omega |\leq \pi }區間內有{\displaystyle \nu }次過零點。

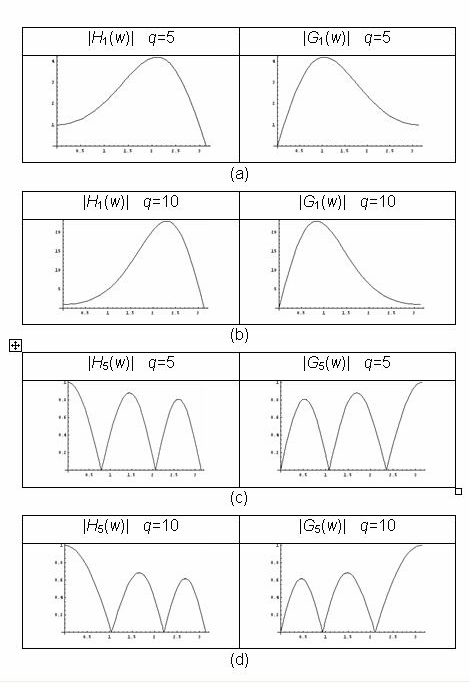
圖2. 馬蒂厄多解析度分析的轉換方程式的振幅。(在一些馬蒂厄參數下的平滑濾波器 和細節濾波器 。)(a), q=5, a = 1.85818754...; (b), q = 10, a = −2.3991424...; (c), q = 10, a = 25.5499717...; (d), q = 10, a = 27.70376873...

馬蒂厄細節濾波器和平滑濾波器的係數可以由馬蒂厄函數的值{\displaystyle \{A_{2l+1}\}_{l\in Z}}表示成：
{\displaystyle {\frac {h_{l}}{\sqrt {2}}}=-{\frac {A_{|2l+1|}/2}{ce_{\nu }(0,q)}}}
{\displaystyle {\frac {g_{l}}{\sqrt {2}}}=(-1)^{l}{\frac {A_{|2l-3|}/2}{ce_{\nu }(0,q)}}}
這些係數存在著遞迴關係是：
{\displaystyle (a-1-q)A_{1}-qA_{3}=0}
{\displaystyle (a-m^{2})A_{m}-q(A_{m-2}+A_{m+2}=0}
當{\displaystyle m\geq 3}，m為奇數。
這也直接顯示{\displaystyle h_{-l}=h_{|l|-1}}, {\displaystyle \forall l>0}。
標準化的情形為{\displaystyle \sum _{k=-\infty }^{k=+\infty }{h_{k}=-1}} and {\displaystyle \sum _{k=-\infty }^{k=+\infty }{(-1)^{k}h_{k}=0}}。

## 馬蒂厄小波的波形
藉由串聯演算法，可以從低通重建濾波器導出馬蒂厄小波。因為馬蒂厄小波沒有緊支撐，濾波器必須使用無限脈衝響應濾波器。圖3為形成波形的三個階段，可看到逐漸形成小波的形狀。根據參數a 和 q的設定，一些波形可能形成有點不尋常的形狀。

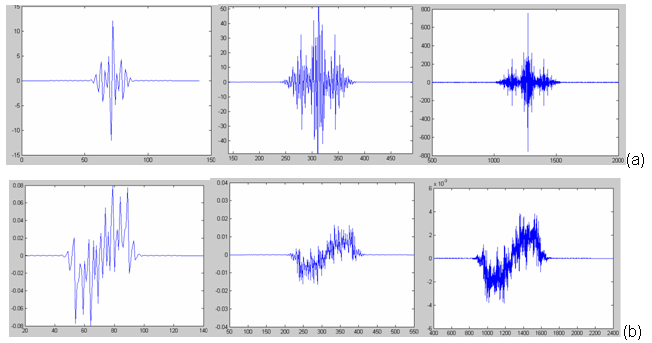
Figure 3: 利用有限脈衝響應濾波器模擬馬蒂厄小波的形成。濾波器的係數h < 10^{−10} 就會被省略。 (在這兩個情況下，每個濾波器保有20個係數。) (a) 馬蒂厄小波：係數 ν = 5 和 q = 5 ; (b) 馬蒂厄小波：係數 ν = 1 和 q = 5.